# Роккафорте-дель-Греко
Роккафо́рте-дель-Гре́ко (итал. Roccaforte del Greco) — коммуна в Италии, располагается в регионе Калабрия, подчиняется административному центру Реджо-Калабрия.
Население составляет 805 человек в основном потомки древнего греческого населения, сохраняющие калабрийский диалект греческого языка, плотность населения составляет 15 чел./км². Занимает площадь 54 км². Почтовый индекс — 89060. Телефонный код — 0965.
Покровителем населённого пункта считается Святой Рох (итал. San Rocco). Праздник ежегодно празднуется 16 августа.
Соседние населённые пункты: Багалади, Кардето, Кондофури, Реджо-ди-Калабрия, Сан-Лоренцо, Санто-Стефано-Ди-Аспромонте, Шилла, Синополи.
Входит в число девяти грекоязычных коммун, составляющих Калабрийскую Грецию (см. Бовесиа).